# The Gorgon Cult
Albums de Stormlord
At the Gates of Utopia
(2001) Mare Nostrum
(2008)
The Gorgon Cult est le troisième album studio du groupe de black metal symphonique italien Stormlord. L'album est sorti en 2004 sous le label Scarlet Records.
C'est le premier album du groupe enregistré avec Giampaolo Caprino en tant que second guitariste. C'est donc également le premier album de Stormlord enregistré avec une formation à six membres.
Il s'agit également du dernier album enregistré avec le claviériste Simone Scazzocchio.

## Musiciens
- Cristiano Borchi - Chant
- Pierangelo Giglioni - Guitare
- Giampaolo Caprino - Guitare
- Francesco Bucci - Basse
- Simone Scazzocchio - Claviers
- David Folchitto - Batterie

## Liste des morceaux
1. The Torchbearer (1:00)
2. Dance Of Hecate (5:09)
3. Wurdulak (4:11)
4. Under The Boards (5:44)
5. The Oath Of The Legion (4:53)
6. The Gorgon Cult (4:49)
7. Memories Of Lemuria (3:41)
8. Medusa's Coil (5:19)
9. Moonchild (5:02)
10. Nightbreed (5:56)